# Парфёнова, Елена Анатольевна
Елена Анатольевна Парфёнова (род. 26 января 1974 года) — казахстанская легкоатлетка.

## Карьера
Воспитанница петропавловской лёгкой атлетики. Специализировалась в тройном прыжке.
Первой крупной победой Елены было золото чемпионата Азии 2000 года. Данная победа позволила казахстанской легкоатлетке выступать на Олимпиаде 2000 года. В Сиднее Елена была лишь 21-й.
2001 год принёс Елене бронзу игр Западной Азии. На чемпионате мира 2001 года Парфёнова стала двадцатой.
На чемпионате Азии 2002 года Елена замкнула тройку сильнейших.
На чемпионате мира 2005 года в предварительном раунде у Елены оказалось три неудачных попытки и она завершила соревнования. А на континентальном чемпионате 2005 года остановилась в шаге от пьедестала.
Зимний чемпионат Азии 2006 года принёс Елене золотую медаль. Через несколько дней на зимнем чемпионате мира 2006 года стала 18-й. А летом на Азиаде-06 стала пятой.
На чемпионате мира 2007 года оказывается 23-й.
В 2008 году на четвёртом месте завершает зимний чемпионат Азии. А на Олимпиаде-2008 в Пекине покинула сектор для прыжков тройным на 27-й позиции.
Мастер спорта Республики Казахстан международного класса.
Завершив активную спортивную карьеру, перешла на тренерскую работу.